# Автозаводская улица (Москва)
А̀втозаво́дская у́лица (до 1938 года её часть — А́мовский проезд и Тю́фелев проезд) — улица в Южном административном округе города Москвы на территории Даниловского района. Идёт от Велозаводской улицы до Автозаводского моста (часть улицы в составе Третьего транспортного кольца). Нумерация домов ведётся от Велозаводской улицы.

## Происхождение названия
Старые названия частей улицы — Тюфелев проезд (часть) по находившейся в этом районе Тюфелевой роще; Амовская улица (проезд) и проезд Амовского бульвара, названные по основанному тут в 1916 году автомобильному заводу АМО (Акционерного машиностроительного общества). После их объединения новая улица в 1938 году получила нынешнее название — по автозаводу им. И. А. Лихачёва.

## История
Сама местность известна с XVI века, здесь располагалась слобода Симонова монастыря. Симонов монастырь был основан в 70-е годы XIV века на левом возвышенном берегу Москвы-реки. Его основателем стал племянник Сергия Радонежского Федор. В 30-е годы XX века большинство монастырских помещений были снесены, до наших дней сохранилась незначительная часть построек, которые сейчас восстанавливаются.
В начале XIX века Симонов монастырь с окрестностями становятся одним из любимых мест загородного отдыха москвичей. Большой популярностью пользовался Лизин пруд и Тюфелева роща. Роща состояла в основном из сосен, была заповедной и считалась местом царской охоты. Но промышленное строительство конца XIX — начала XX века существенно изменило облик этих мест. Именно на месте рощи и был построен автозавод.

## Примечательные здания и сооружения
По нечётной стороне:
- № 5 — жилой дом; здесь жили советский историк Пётр Якир[4], футболист Эдуард Стрельцов[5]
- № 5а — почтовое отделение
- № 11 — жилой дом со встроенным вестибюлем станции метро «Автозаводская»
- № 15/2 — школьное здание (1927, инженеры А. И. Палехов, Н. И. Сметнев)[6], ныне — школа № 494
- № 21 — здание бань Пролетарского района (1930, архитектор В. Панин)[7]
- № 23 — завод имени Лихачева. Перед зданием проходной установлен памятник-бюст И. А. Лихачёву (1958, скульптор М. Г. Манизер, архитектор А. Н. Шингарёв)
  - № 23, стр. 3 — Контора первого в России автомобильного завода «АМО» (1918—1921)[8]
  - № 23-а — ЦСКА арена (ранее — ВТБ Ледовый дворец)
  - № 23, корп. 13 — Лабораторный корпус ЗИЛ (начало 1970-х; архитекторы П. П. Зиновьев, А. С. Косинский, Л. А. Соколов; снесён в 2023 году)[9]

По чётной стороне:
- № 10 — префектура ЮАО Москвы
- № 12/1 — ТЭЦ-9 «Мосэнерго»
- № 16 — бывший Московский государственный индустриальный университет, ныне — Московский политехнический университет. Комплекс зданий сооружён в начале 1970-х годов по проекту архитектора Л. Соколова при участии Т. Михайловой[9].
- № 18 — самый большой в пределах МКАД[10] торговый центр «Ривьера»

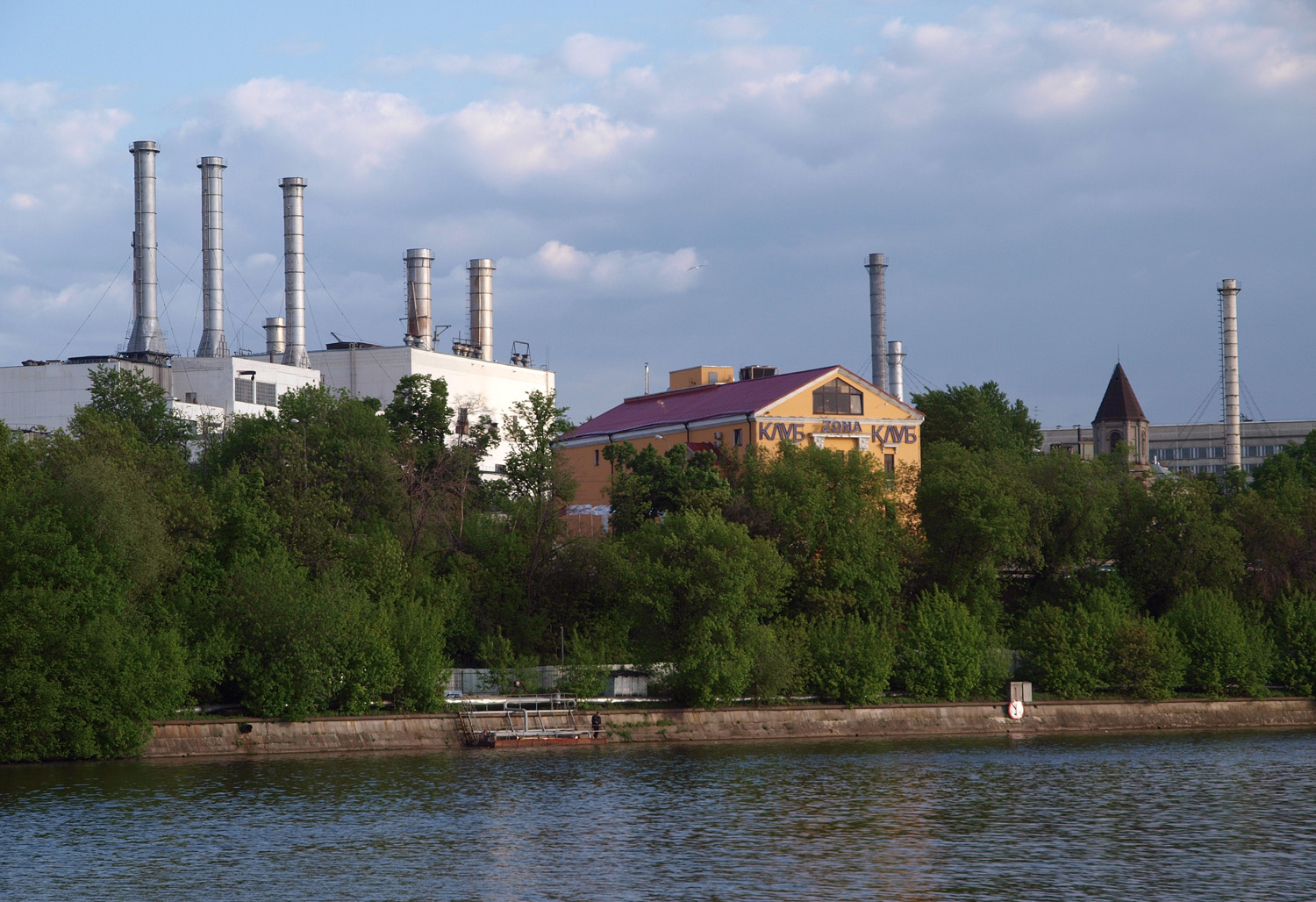
ТЭЦ-9 (вид со стороны Москвы-реки)
Памятник В. И. Ленину у префектуры ЮАО
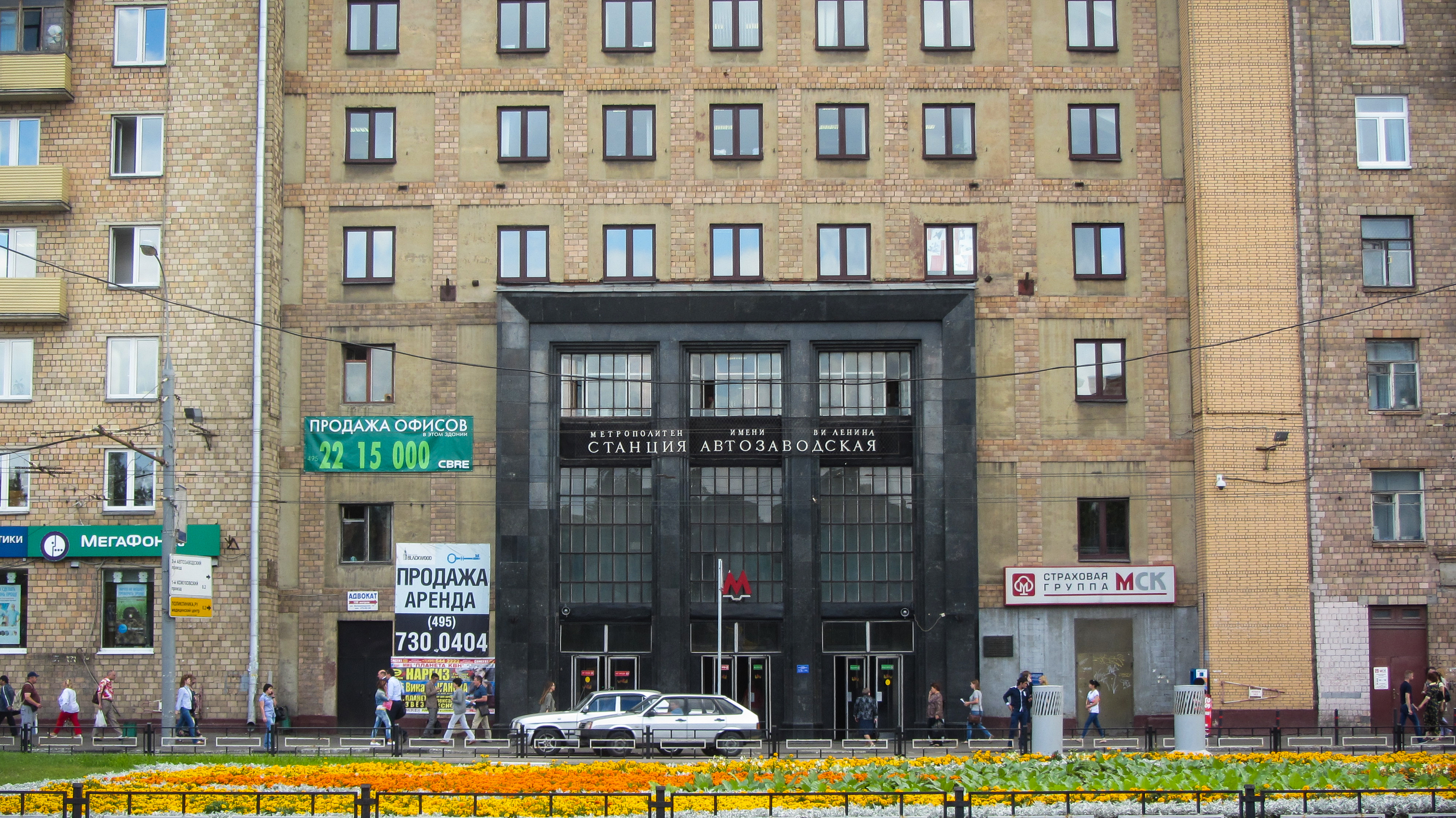
Вестибюль ст. метро Автозаводская в доме № 11

## Транспорт
- Станции метро  Автозаводская,  Тульская.
- Автобусы т26, т40, т67, 9, 44, 99, 142, 186.